# Bruni Löbel

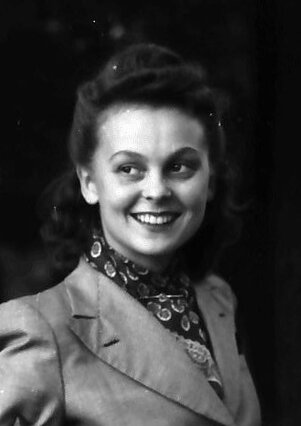
Bruni Löbel, 1941

Brunhilde Melitta „Bruni“ Löbel (* 20. Dezember 1920 in Chemnitz; † 27. September 2006 in Mühldorf am Inn) war eine deutsche Bühnen- und Filmschauspielerin.

## Berufliches
Bei der Aufnahmeprüfung an der Schauspielschule fiel Bruni Löbel noch durch. Dies hielt sie aber nicht von ihrem Wunsch ab, Schauspielerin zu werden. 1935 spielte Löbel schließlich ihre erste Rolle am Chemnitzer Stadttheater in Der eingebildete Kranke von Molière. Sie nahm privaten Schauspielunterricht bei Sonja Karzau, die 1938 ein Engagement bei Otto Falckenberg an den Münchner Kammerspielen erhielt. Bruni Löbel wollte ihr unbedingt folgen, aber ihre Eltern verboten der 17-Jährigen den Umzug in den großstädtischen „Sündenpfuhl“ und sperrten sie in ihr Zimmer im Hochparterre ein. Die Tochter ließ sich aber nicht aufhalten: Sie kletterte aus dem Fenster, ließ zuvor ihren vollgepackten Koffer per Gummiseil hinunter, fuhr nach München und kehrte nie wieder zurück. 
Sie arbeitete zunächst als Sekretärin. Doch zwei Jahre später, Bruni Löbel war gerade 19 Jahre alt, erhielt sie ein Angebot der Ufa für eine Rolle an der Seite von Wolf Albach-Retty in dem Operetten-Streifen Heimatland. Damit war sie zumindest in den Ufa-Filmen auf das Rollenfach der „munteren Naiven“ festgelegt. Von diesem Zeitpunkt an spielte sie sowohl Film- als auch Theaterrollen, so bei den Marburger Festspielen mit dem noch unbekannten Gert Fröbe im Sommernachtstraum.
Am 1. Januar 1940 unterzeichnete Löbel ihren ersten Vertrag mit der Ufa. Nach kurzer Zeit im Reichsarbeitsdienst nach Berlin zurückgekehrt, spielte sie ihre zweite Filmrolle in Robert Adolf Stemmles Jugendfilm Jungens. Nach Außenaufnahmen an der Kurischen Nehrung und Berliner Atelieraufnahmen trat sie dann in Potsdam in Hänsel und Gretel auf, bis sie von Horst van Diemen in jene Ufa-Truppe aufgenommen wurde, die im Rahmen der Wehrmachtsbetreuung zuerst in Ostpreußen und dann vier Wochen in Italien weilte. 
Nach kurzem Aufenthalt in Berlin besuchte sie die Ufa-Truppe Rumänien, die über drei Wochen lang Vorstellungen in Lagern und Kasernen der deutschen Wehrmacht gab.
Mit Paul Klinger und Paul Wegener an der Seite gelang Bruni Löbel der Durchbruch in dem von Boleslaw Barlog gedrehten Filmdrama Wenn die Sonne wieder scheint (1943). 
Sie stand 1944 in der Gottbegnadeten-Liste des Reichsministeriums für Volksaufklärung und Propaganda.
Nach Ende des Krieges ging Bruni Löbel zunächst mit Margot Hielscher und Heinz Rühmann auf Tournee durch zahlreiche deutsche Städte und Theater. 1950 spielte sie erneut an der Seite von Paul Klinger, diesmal in der Filmkomödie Die Nacht ohne Sünde, wo sie die weibliche Hauptrolle innehatte. In den Jahren 1950/51 entstanden unter der Regie von Ákos Ráthonyi drei locker zusammenhängende Filme, die in Deutschland auch unter den Titeln Paulchen und die Mädchenschule (Originaltitel Absender unbekannt), Paulchen setzt sich durch (OT Mädchen mit Beziehungen) und Paulchen und die Millionenerbschaft (OT Engel im Abendkleid) veröffentlicht wurden. 
Bruni Löbel verkörperte die Schülerin Magda Lehmann. Sie spielte in diesen Filmen unter anderem mit Henny Porten, Cornell Borchers, Rudolf Prack und Willy Fritsch zusammen.

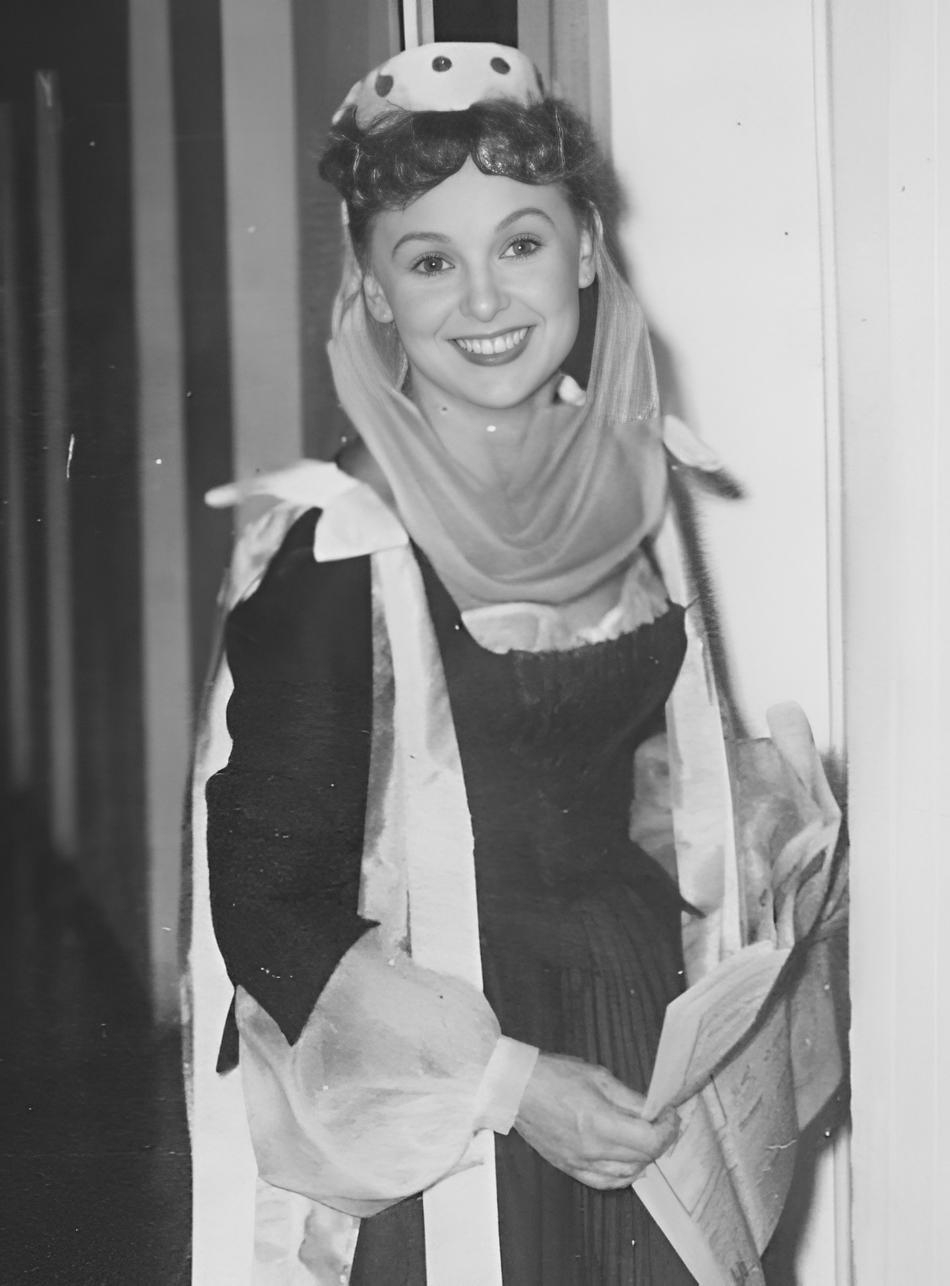
Bruni Löbel in den Münchner Kammerspielen (1957)

1958 blieb sie dann in München und agierte hauptsächlich an der Kleinen Komödie, den Münchener Kammerspielen und dem Residenztheater. Auch in Hamburg, Düsseldorf und Wien sah man sie spielen.
Mehr als 40 Filmrollen, darunter auch drei in amerikanischen Produktionen (The Big Lift, Almost Angels und Special Delivery) nahm sie ab den 1950er Jahren wahr. In dem semidokumentarischen Filmdrama The Big Lift arbeitete sie unter der Regie von George Seaton mit Montgomery Clift und erneut mit Cornell Borchers zusammen. Bruni Löbel wurde auch immer mehr zur gefragten Fernsehschauspielerin und erhielt Hauptrollen in Fernsehspielen und Serien. 
Sie galt als nahezu ideale Darstellerin des resolut-liebenswürdigen Frauentyps, wodurch sie zunächst die Mutter- und später die Großmutterrollen bekam. Von 1977 bis 1988 spielte sie an der Seite von Walter Sedlmayr die „Mama“ Elisabeth Schöninger in der beliebten Fernsehserie Polizeiinspektion 1. 
In der Rolle der kratzbürstigen Haushälterin Frau Rabe in der Serie Ich heirate eine Familie gewann sie weitere Popularität. Kinder und Jugendliche kennen sie außerdem in der Rolle der Schwester Agatha in der Fernsehverfilmung von James Krüss’ Jugendbuch Timm Thaler. In weiteren Fernsehserien, wie beispielsweise Um Himmels Willen, übernahm sie Gastrollen.
Ab 1989 war Löbel in der Rolle der Großmutter Herta in der Familienserie Forsthaus Falkenau zu sehen; Rolle und Serie wurden ein großer Erfolg und sie spielte diese Figur regelmäßig bis in ihr Todesjahr. Aber sie blieb auch der Theaterbühne treu. So spielte sie noch 2003 die Tante Abby in Arsen und Spitzenhäubchen in der Komödie im Bayrischen Hof in München. Ihre letzte Rolle spielte sie in der ARD-Telenovela Sturm der Liebe als Almuth Freifrau von Thalheim im Jahr 2006.

## Persönliches
Bruni Löbel wurde als Tochter von Richard Löbel und seiner Frau Melitta, geb. Goldammer, in Chemnitz geboren. Sie hatte drei ältere Brüder und zwei jüngere Schwestern (Ruth und Margot). Ihre jüngste Schwester Margot Leonard (1927–2014) war während ihrer aktiven Zeit eine gefragte Synchronsprecherin und die deutsche Standardstimme von Marilyn Monroe, sie spielte auch teilweise kleinere Rollen im Film und im Fernsehen.
Bruni Löbel war zweimal verheiratet. Ihr Sohn Felix Bronner aus erster Ehe mit dem Kabarettisten Gerhard Bronner, mit dem sie von 1955 bis zur Scheidung 1959 verheiratet war, war freiberuflicher Pianist und Klavierlehrer. Mit dem Schauspieler und Synchronsprecher Holger Hagen war sie von 1971 bis zu dessen Tod 1996 verheiratet und spielte mit ihm auch in mehreren Fernsehspielen, darunter auch im Traumschiff.
Löbel ist in Rattenkirchen, Ortsteil Ramering/Landkreis Mühldorf am Inn, auf dem Hof von Holger Hagen neben diesem in einem Urnengrab beigesetzt.

## Filmografie
- 1939: Heimatland
- 1941: Jungens
- 1942: Der 5. Juni
- 1942: Fronttheater
- 1943: Wenn die Sonne wieder scheint
- 1943/47: Quax in Afrika
- 1944: Liebesbriefe
- 1944: Meine vier Jungens
- 1944: Der große Preis
- 1944/49: Dreimal Komödie
- 1947: Kein Platz für Liebe
- 1949: Krach im Hinterhaus
- 1949: Man spielt nicht mit der Liebe
- 1950: Absender unbekannt
- 1950: Es begann mit einem Kuß (The Big Lift)
- 1950: Mädchen mit Beziehungen
- 1950: Die Nacht ohne Sünde
- 1951: Engel im Abendkleid
- 1952: Vater braucht eine Frau
- 1953: Wirbel um Irene (Irene in Nöten)
- 1953: Drei, von denen man spricht (Glück muß man haben)
- 1955: Geliebte Feindin
- 1955: Vom Himmel gefallen (Special Delivery)
- 1956: Das Liebesleben des schönen Franz
- 1958: Der Pauker
- 1959: Das schöne Abenteuer
- 1960: Venus im Licht (Fernsehfilm)
- 1961: Die Kassette (Fernsehfilm)
- 1962: Ein Gruß aus Wien (Almost Angels)
- 1965: Boeing-Boeing (Fernsehfilm)
- 1966, 1967: Familie Hansen (Fernsehserie, 6 Folgen)
- 1966: Schwäbische Geschichten (Fernsehserie, 1 Folge)
- 1966: Portrait eines Helden
- 1967: Biedermann und die Brandstifter (Fernsehfilm)
- 1967: Kurzer Prozess
- 1967: Nathan der Weise (Fernsehfilm, als Daja)
- 1973: Der Kommissar – Sommerpension
- 1974: Hallo – Hotel Sacher … Portier! (Fernsehserie, Folge Das Lämmchen)
- 1975: Derrick (Fernsehserie, Folge Mitternachtsbus)
- 1975: Die Halde
- 1975: Spannagl & Sohn (Fernsehserie, 13 Folgen)
- 1976: Taxi 4012 (Fernsehfilm)
- 1977–1988: Polizeiinspektion 1 (Fernsehserie, 56 Folgen)
- 1979: Jane (Fernsehfilm)
- 1979: Augenblicke – 4 Szenen mit Paula Wessely (Fernsehfilm)
- 1979: Timm Thaler (Jugendserie, 9 Folgen)
- 1980: Der Alte (Fernsehserie, Folge Mord nach Plan)
- 1981: Ein Zug nach Manhattan (Fernsehfilm)
- 1981: Bring’s mir bei Céline! (Fernsehfilm)
- 1981: Das Traumschiff – Bahamas (Fernsehreihe, Folge 1 Die erste Reise)
- 1982/1983 Mallorca - Liebe inbegriffen (Fernsehfilm)
- 1983–1986: Ich heirate eine Familie (Fernsehserie, 10 Folgen)
- 1985: Die Schwarzwaldklinik (Fernsehserie, Folge Der Dieb)
- 1985: Geschichten aus der Heimat (Fernsehserie) Episode: Ortsgespräch
- 1986: Aus familiären Gründen (Fernsehfilm)
- 1987: Die Krimistunde (Fernsehserie, Folge 27, Episode: Der Mann mit den zwei Gesichtern)
- 1988: Lorentz & Söhne (Fernsehserie, 11 Folgen)
- 1989: Die Wicherts von nebenan (Fernsehserie, Folge Mallorca, auf und davon)
- 1989–2006: Forsthaus Falkenau (Fernsehserie, 222 Folgen)
- 2001: Jenny & Co. (Fernsehserie, 12 Folgen)
- 2002–2004: Um Himmels Willen (Fernsehserie, 3 Folgen)
- 2006: Sturm der Liebe (Fernsehserie, 13 Folgen)

### Postum
- 2007: Hilfe, die Familie kommt
- 2007: Das letzte Stück Himmel

## Hörspiele (Auswahl)
- 1955: Heinrich Böll: Anita und das Existenzminimum – Regie: Fritz Schröder-Jahn (NWDR 1955)

## Ehrungen
- Bundesverdienstkreuz am Bande (7. Februar 1988)[8]

## Bücher
- Reiseberichte
- Kleine unbekannte Größe (Roman), Kreisselmeier, München 1962, auch: Heyne (Taschenbuch), München 1963.
- Fanta und Tasie (Hörspiel).
- Eine Portion vom Glück (Memoiren), Herbig, München 1995, ISBN 3-7766-1907-4.
- Meine Portion vom Glück (überarbeitete Neuauflage), Langen-Müller, München 2003, ISBN 3-7844-2921-1.